# China Europe International Business School
Die China Europe International Business School (chinesisch: 中欧国际工商学院 Zhōng-Ōu Guójì Gōngshāng Xuéyuàn) ist eine internationale Wirtschaftshochschule mit Sitz in Shanghai, Volksrepublik China.
Sie bietet internationalen Rankings zufolge eines der besten MBA-Programme in Asien an (Platz 1 in Asien seit 2004, Platz 9 weltweit im Financial Times MBA Ranking 2009).

## Geschichte
Die CEIBS wurde 1994 als Gemeinschaftsprojekt der Europäischen Kommission und des chinesischen Ministeriums für Außenhandel und wirtschaftliche Zusammenarbeit gegründet. Finanziert wird die Hochschule sowohl von der Europäischen Union als auch von der Stadt Shanghai. Partner der Hochschule sind die Jiaotong-Universität Shanghai und die Europäische Stiftung für Management-Entwicklung.

## Absolventen (Auswahl)
- Che Fengsheng – Sihuan Pharmaceutical Holding Group Ltd
- Chen Hao (* 1954) – Gouverneur der Provinz Yunnan
- Chen Zhilie – Präsident der EVOC Group

## Belege
1. ↑  http://www.ceibs.edu/presidents-message